# Fuse-Bit
Als Fuse-Bits werden Bits von Mikrocontrollern bezeichnet, die zur Konfiguration des Mikrocontrollers dienen und von der Software nicht verändert werden können. Dies können zum Beispiel Sicherheitseinstellungen sein, die es verhindern, Daten aus dem Mikrocontroller auszulesen. Weitere Einstellungen dienen zum Beispiel zur Festlegung des internen Taktes oder zur Aktivierung eines Bootloaders.
Fuse kommt aus den Englischen und bedeutet übersetzt Schmelzsicherung. Früher waren Fuse-Bits Kontakte, die geschmolzen werden konnten. Durch die Kontakte konnten gewisse Funktionen ein- oder ausgeschaltet werden.
Dies wird heutzutage meist nur noch bei sicherheitsrelevanten Funktionen, zum Beispiel Lese-/Schreibschutz, angewandt, da der Vorgang irreversibel ist. Unkritischere Funktionen werden über ein schreibgeschütztes Register in einem Flashspeicher abgebildet. Der Schreibschutz kann durch das Schreiben des definierten Schlüssels in das entsprechende Register aufgehoben werden, so dass die gesetzten Fuses rekonfiguriert werden können.